# گورستان بان کلک
گورستان بان کلک مربوط به عصر مفرغ است و در شهرستان ایلام، بخش مرکزی، دهستان میش خاص، یک کیلومتری ضلع غربی روستای حیدرآباد واقع شده است. این اثر در تاریخ ۳۰ دی ۱۳۸۵ با شمارهٔ ثبت ۱۶۹۶۶ به عنوان یکی از آثار ملی ایران به ثبت رسیده است.